# Pădurea Călugărească (sit SCI)
Pădurea Călugărească este o arie protejată (arie specială de conservare — SAC, sit de importanță comunitară — SCI) din România, desemnată în scopul protejării biodiversității și menținerii într-o stare de conservare favorabilă a florei spontane și faunei sălbatice, precum și a habitatelor naturale de interes comunitar aflate în arealul zonei de protecție. Aceasta se întinde pe o suprafață de 676,7 ha, integral pe uscat.

## Localizare
Situl se întinde pe teritoriul administrativ al orașului Drăgănești-Olt și pe cel al comunei Dăneasa din județul Olt. Centrul sitului Pădurea Călugărească este situat la coordonatele 44°09′29″N 24°37′21″E / 44.158172°N 24.62255°E.

## Înființare
Arealul Pădurea Călugărească (ROSCI0140) a fost declarat sit de importanță comunitară în decembrie 2007 pentru a proteja o plantă și trei specii de animale. Acesta a fost protejat și ca arie specială de conservare în mai 2022. Situl include ariile naturale: Pădurea Călugărească și Rezervația de bujori a Academiei.

## Biodiversitate
Situată în ecoregiunea continentală din nord-vestul Câmpiei Boianului (o subdiviziune a Câmpiei Române), aria protejată conține două habitate naturale: Păduri estice de stejar alb și Păduri stepice euro-siberiene cu Quercus spp..
La baza desemnării sitului se află capul șarpelui (Pontechium maculatum subsp. maculatum), o plantă protejată la nivel european prin Directiva CE 92/43/CE din 21 mai 1992 (privind conservarea habitatelor naturale și a speciilor de faună și floră sălbatică) și cinci specii faunistice aflate pe lista roșie a IUCN; astfel: buhaiul de baltă cu burtă roșie (Bombina bombina) , rădașcă (Lucanus cervus), croitorul mare al stejarului (Cerambyx cerdo), croitorul cenușiu al stejarului (Morimus funereus) și liliacul mic cu potcoavă (Rhinolophus hipposideros hipposideros).
Pe lângă speciile aflate la baza desemnării sitului, pe teritoriul acestuia a mai fost identificată o plantă din flora spontană a României cunoscută sub denumirea populară de bujor românesc (Paeonia peregrina), specie ocrotită la nivel european.